# Die Beweinung Christi (Giotto)
Die Beweinung Christi (italienisch: Compianto su Cristo morto) ist ein Fresko des Jesus-Zyklus der Cappella degli Scrovegni in Padua, das der italienische Maler und Architekt Giotto di Bondone um das Jahr 1305 schuf.

## Ortsangabe
Das Werk befindet sich in der Scrovegni-Kapelle in Padua. Giotto di Bondone stattete zwischen 1304 und 1306 deren Wände und das Gewölbe mit 39 Fresken aus. Sie zeigen Szenen aus dem Leben des Heiligen Joachim und der Heiligen Anna, sowie von deren Tochter Maria und aus dem Leben Jesus Christus. Die Beweinung Christi hat die Tafelnummer 36 und ist Teil des Jesus-Zyklus. Das Fresko befindet sich im unteren Register, im vierten Teil der Nordwand (links in Blickrichtung Altar). Die Kapelle wurde 2021 in die Liste des UNESCO-Weltkulturerbe aufgenommen, was primär auf Giottos Freskenzyklus zurückzuführen war.

## Vorgeschichte

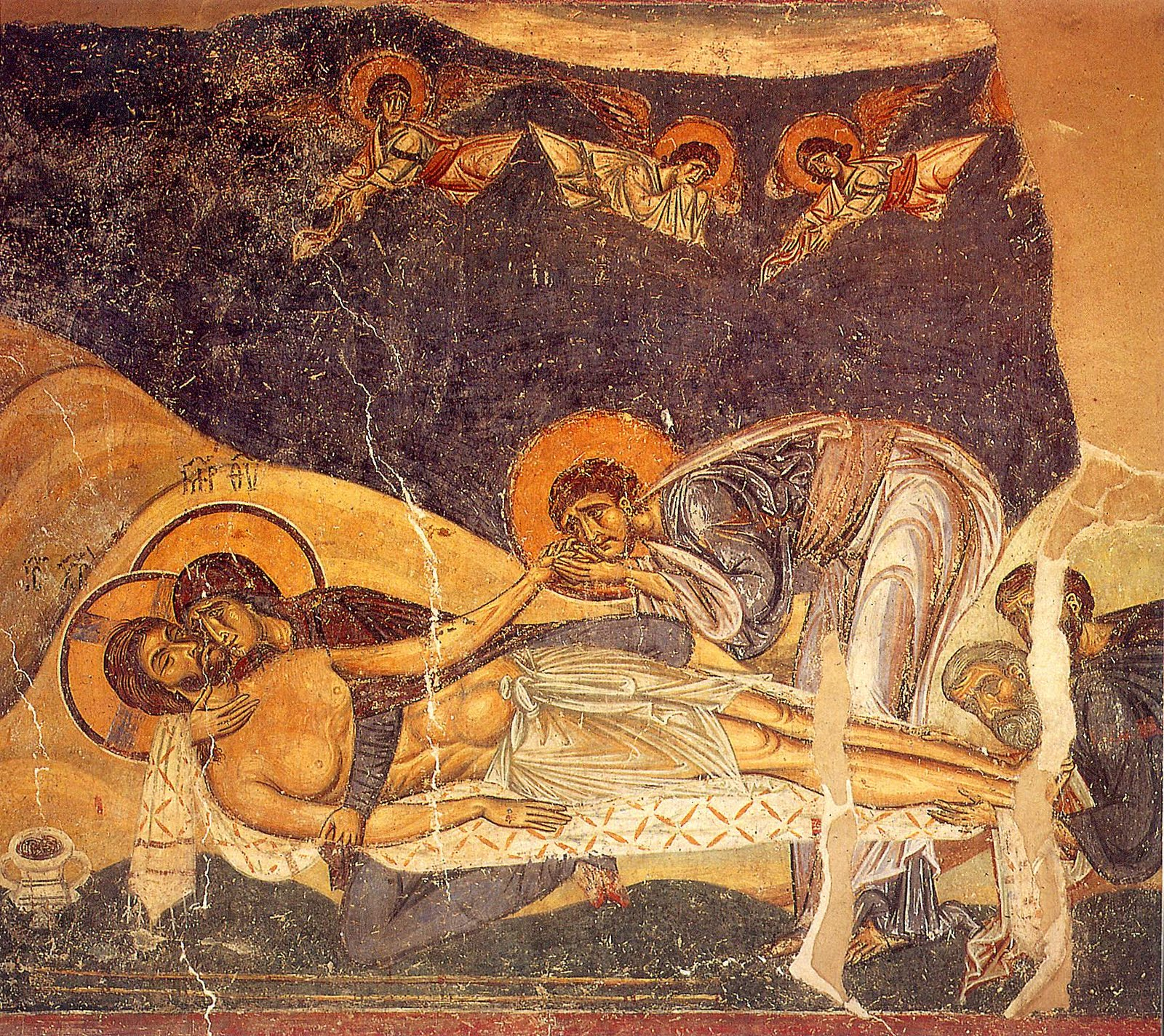
Beweinung Christi des Meisters von Nerezi

Die Szene der Beweinung Christi ist kein Teil der Bibel, vielmehr wird laut Bibel der tote Körper Christi direkt nach der Kreuzabnahme beigesetzt. Bei Lukas 23, 49 steht lediglich „Es standen aber alle seine Bekannten von ferne und die Weiber, die ihm aus Galiläa waren nachgefolgt, und sahen das alles“.
Das Motiv der Beweinung des toten Christus hat seinen Ursprung als eigene bildnerische Einheit in der byzantinischen Kunst, vermutlich um dem Betrachter das Geschehen näher zu bringen, und sein Mitgefühl zu wecken. Die Zeitangabe des Ursprungs dieses Motivs ist nicht einheitlich, es wird das 9. und 11. Jahrhundert genannt. Christus liegt in diesen Darstellungen auf der nackten Erde oder auf einer Bahre und ist von den Personen der Grablegung umgeben: die Jungfrau Maria, Maria Magdalena, Maria Kleophae, Maria Salome sowie Nikodemus, Josef von Arimathäa und Johannes der Evangelist. Josef von Arimathäa zog die Nägel aus den Händen Christi und wurde meist am Kopf Jesu dargestellt, während Nikodemus die Nägel aus den Füßen Christi zog und traditionell zu dessen Füßen abgebildet war. Christus selbst wurde immer mit dem Kopf nach links dargestellt, während sein Körper nach rechts gewandt war. Diese typische Darstellung der Beweinung Chistis war vom Mittelalter bis in die Renaissance weit verbreitet.
Giotto selbst wurde von der Beweinung Christi des Meisters von Nerezi beeinflusst, der um 1165 die Kirche St. Panteleimon in Gorno Nerezi (mazedonisch: Горно Нерези) ausmalte, die nahe der heutigen nordmazedonischen Hauptstadt Skopje liegt.

## Bildbeschreibung
In der Beweinung des toten Christus fängt Giotto „mit großer Prägnanz und Ausdruckskraft“ die Trauer und den Schmerz der Szene mit den traditionellen Figuren ein: der Jungfrau Maria, Maria von Kleopas, Maria Salome und Maria Magdalena sowie Johannes der Evangelist, Nikodemus und Josef von Arimathäa. Diese Figuren sind mit einem Heiligenschein ausgestattet, die anderen Personen wohnen der Szene bei.

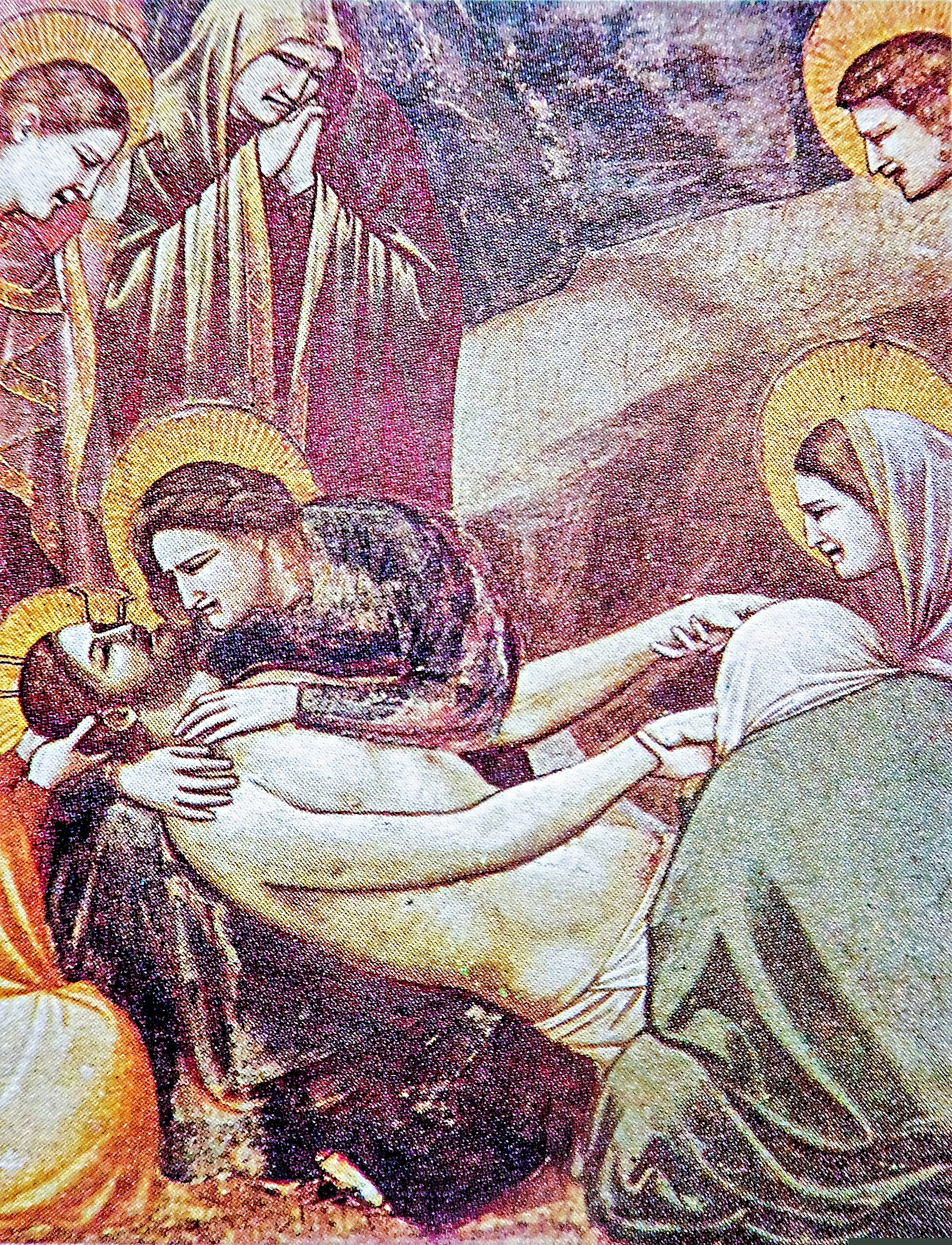
Detail: Gesichter von Jesus und Maria, seiner Mutter

Der Leichnam Christi ist im Vordergrund des Bildes angeordnet, ohne dass sein Körper den Boden berührt. Seine Mutter, die Jungfrau Maria, zu erkennen an dem blauen Gewand, hält schützend Kopf und Oberkörper, der teilweise auf ihren Knien ruht, und nähert ihr eigenes Gesicht dem seinen. Seine Füße stützt Maria Magdalena, deren Weiblichkeit durch Details hervorgehoben werden, wie das dichte, teilweise offene und nicht durch einen Schleier verdecktes Haar. Ihr Schmerz und ihre Schönheit wird durch den offenen Mund und die gleichmäßigen Gesichtszüge sowie die Verlängerung des mandelförmigen Auges hervorgehoben. Die Figuren der Maria von Kleopas und der Maria Salome bringen offen ihre Trauer zum Ausdruck. Maria von Kleopas im violett-blauen Mantel steht links hinter dem Kopf Christi und hat den rechten Arm in einem Akt der Trauer erhobenen. Maria Salome hat ihren Kopf teilweise mit ihrem Mantel bedeckt. Sie steht mittig und beugt sich über den Körper Christi. Ihr ausdrucksstarkes, von Schmerz gezeichnetes Gesicht ist dem von Jesus zugewandt. Sie greift seine Handgelenke und hebt seine Arme sanft an. Die Geste wirkt als wolle sie einen letzten Kontakt mit dem Messias aufrechterhalten. Eine weitere kniende Figur, die dem Betrachter den Rücken zuwendet, verdeckt die Leibesmitte Christi.  Der Evangelist Johannes nimmt eine suggestive Haltung ein, die seinen Schmerz ausdrückt. Die Arme nach hinten ausgestreckt dreht er das Gesicht in Richtung des Antlitzes Christi. Sein Schmerz ist wie bei den anderen Figuren in seiner Ausdruckskraft verstärkt, ohne übertreiben zu erscheinen. Unmittelbar hinter Johannes stehen ruhig erst Joseph von Arimathäa mit dichtem Bart und dann Nikodemus mit zurückhaltendem Bart.

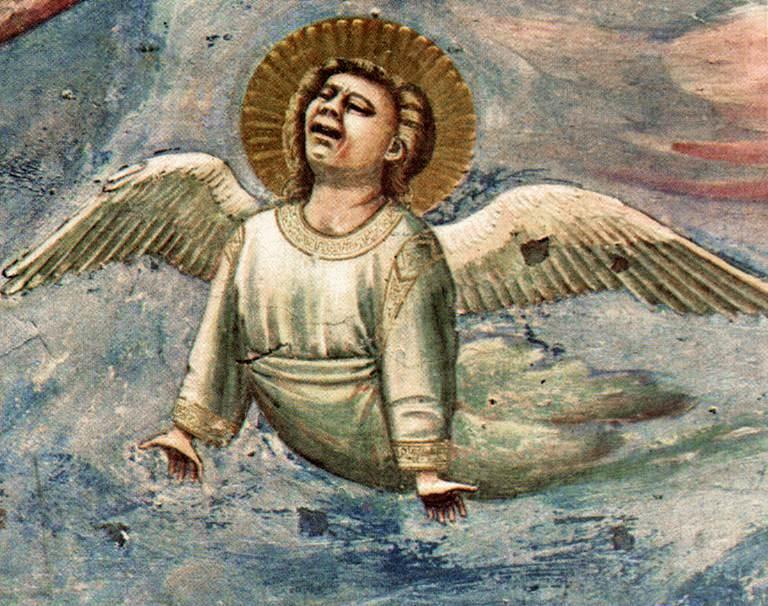
Detail: Klagender Engel

Ein Felsen bildet den Hintergrund des Freskos. Der Fels bezieht sich vermutlich auf den von Matthäus (27, 59–60) beschriebenen Ort des Grabes: „Und Josef nahm den Leib und wickelte ihn in ein reines Leichentuch und legte ihn in sein eigenes neues Grab, das er in einen Felsen hatte hauen lassen“. An der höchsten Stelle des Felsen wächst ein Baum, der nur an den Spitzen der Äste Blätter trägt. Der schräg aufsteigende Felsen sowie der Baum mit den Blättern an den Spitzen deuten die Auferstehung an. In der oberen Bildhälfte, direkt über den Trauernden, ergänzen zehn Engel die Szene, die gleichmäßig aber nicht regelmäßig angeordnet sind. Ihre Trauer ist fast noch intensiver und ausdrucksstärker dargestellt als die der Menschen. Ihre Züge zeigen Erregung und Verzweiflung, so dass die Engel wie ein himmlischer Spiegel der weltlichen Gefühle wirken. Die Engelschar verdeutlicht, dass der Tod Jesus weitreichende Dramatik besitzt.

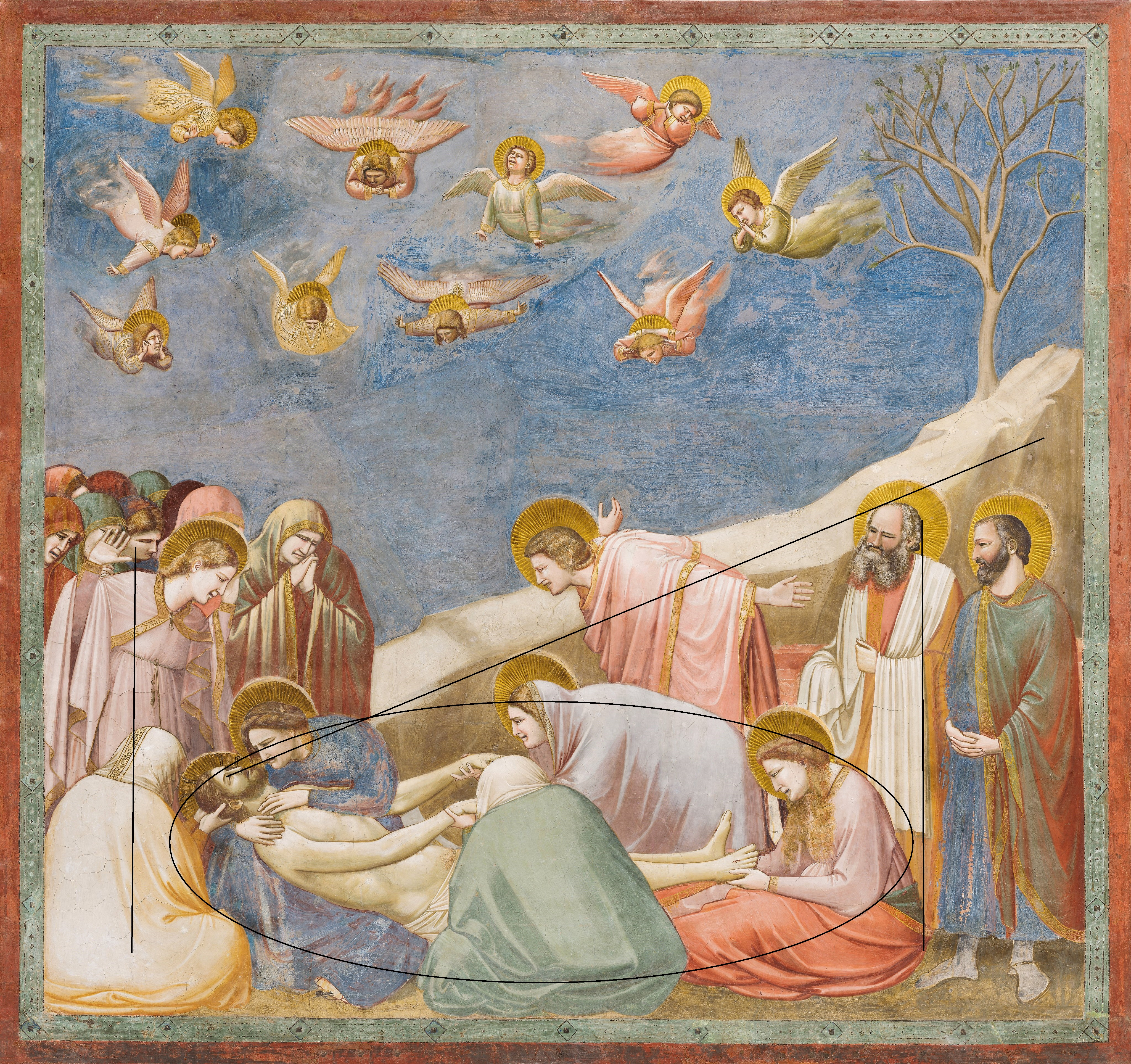
Organisation des Gemäldes

Das geometrische Zentrum des Bildes bildet eine Querellipse um den Leichnam Christi, entlang der die fünf knienden Frauenfiguren angeordnet sind. Der Felsen bildet eine Diagonale, die vom rechten Bildrand nach links hin abfällt und am Gesicht Christi endet. Sie ordnet die dargestellte Szene und lenkt wie ein Pfeil den Blick und die Aufmerksamkeit des Betrachters auf das Wesentliche, genauer auf den toten Sohn mit seiner Mutter im eigentlichen Zentrum des Gemäldes in der linken unteren Ecke. Die Diagonale bestimmt ebenso die Blickrichtung der Figuren. Der fast waagrecht liegende Leichnam Christi bildet die horizontale Mittellinie der Ellipse, welche durch zwei vertikale Linien gespannt wird, die sich an ihrer linken und rechten Seite befinden und durch die stehenden Figuren des Joseph von Arimathäa und der Maria von Kleopas gebildet werden.

## Kunsthistorische Bedeutung
Das Anfertigen von Kirchenbildern war bis zum Beginn des 14. Jahrhunderts eher ein Handwerk als eine Kunst. Die Bilder sollten der meist analphabetischen Bevölkerung Szenen der Bibel nahe bringen. Die Realisierung dieser Bilder bewegte sich im Rahmen eines Regelkanons und der Bildaufbau war bedeutungsperspektivisch und zweckgebunden. Der Maler verlieh dem Bild über das Motiv hinaus keine weitere Bedeutung oder eröffnete Interpretationsmöglichkeiten.
In der byzantinischen und frühmittelalterlichen Kunst wurden Personen und Räume nicht natürlich, das heißt räumlich (drei-dimensional) dargestellt, sondern in einer zweidimensionalen Fläche. In seinen Fresken der Cappella degli Scrovegni sprengte Giotto die traditionelle Darstellung durch einen neuen, perspektivischen Realismus. Seine Figuren agieren in einem Raum, in dem die räumliche Tiefe nach den Prinzipien der natürlichen und nicht der künstlichen Perspektive dargestellt wird. Vivien Lindner resümierte: „Vor allem das Fresko Die Beweinung Christi, weist eine für ihre Entstehungszeit um 1304–1306 eine revolutionär neue Bildlösung auf, und legt mit einem beginnenden naturalistischen Darstellungsmodus den Grundstein für die Renaissance und alle sich daraus entwickelnde Bildlichkeit.“

## Anmerkung
1. ↑  Lage der Fresken in der Kirche. Die Beweinung Christi hat die Tafelnummer 36